# Scopula luridaria
Scopula luridaria là một loài bướm đêm trong họ Geometridae.